# Charles Drake
Charles Drake (2 de octubre de 1917 - 10 de septiembre de 1994) fue un actor estadounidense. 

## Biografía
Drake nació bajo el nombre de Charles Ruppert en Nueva York. Se graduó de Nichols College y posteriormente trabajó como vendedor. En 1939 comenzó su carrera como actor, firmando un contrato Warner Brothers. No alcanzó el éxito de inmediato. La Segunda Guerra Mundial interrumpió su carrera; después de completar el servicio militar Drake regresó a Hollywood en 1945, pero su contrato con Warner Brothers finalizó. Durante los años 1940 hizo algunos trabajos de forma independiente, como la cinta A Night in Casablanca. 
En 1949 firmó con Universal Studios y en 1954 actuó en Música y lágrimas. En 1955, Drake se dedicó a la televisión, participando en Robert Montgomery Presents, y tres años después se convirtió en el presentador del programa Rendezvous. En 1959 protagonizó el western No Name on the Bullet, donde interpretó a un doctor que debe salvar un pueblo de un asesino.  En 1967, participó en un capítulo de la serie El fugitivo, llamado "The One That Go Away" interpretando a Oliver Greer.
Participó en 83 cintas entre 1939 y 1975, incluyendo Scream, Pretty Peggy. Más de 50 fueron dramas, pero también actuó en comedias, ciencia ficción, terror y cine negro.
Murió el 10 de septiembre de 1994 en East Lyme (Connecticut), a los 76 años de edad.
- Datos: Q957063
- Multimedia: Charles Drake / Q957063